# 世业镇
世业镇，是中华人民共和国江苏省鎮江市丹徒区下辖的一个乡镇级行政单位。行政區域為世業洲全境。

## 行政区划
世业镇下辖以下地区：
兴隆村、东大坝村、世业村、卫星村和先锋村。